# Lombo (taglio di carne)

Tagli di carne bovina

Tagli del suino:
1 - musetto;
2 - orecchio;
3 - guanciale;
4 - capocollo;
5 - carré;
6 - spalla;
7 - piedi anteriori;
8 - pancetta;
9 - lombata;
10 - coscia o cosciotto;
11 - coda;
12 - zampe

Il lombo, lombata o controfiletto è un taglio di carne bovina ricavato dal quarto posteriore del bue o vitello; in questo secondo caso è chiamata generalmente lombatina. Comprende anche una parte di osso e, in genere, una piccola porzione di filetto.
È il taglio idoneo per la classica bistecca alla fiorentina, si cucina alla griglia o in padella con burro o con olio. È inoltre usato per la preparazione del ripieno dei tortellini o per il ripieno dei ravioli.
Lombata è altresì l'analogo taglio di carne suina, nel qual caso è chiamato anche lonza.